# Temporada 1991-92 de los Cleveland Cavaliers
La temporada 1991-92 fue la vigesimosegunda de los Cleveland Cavaliers en la NBA. La temporada regular acabó con 57 victorias y 25 derrotas, ocupando el tercer puesto de la conferencia Este, clasificándose para los playoffs, en los que cayó en las finales de conferencia ante Chicago Bulls.

## Elecciones en elDraft
| Ronda | Puesto | Jugador         | Posición | Nacionalidad   | Universidad/Club |
| ----- | ------ | --------------- | -------- | -------------- | ---------------- |
| 1     | 11     | Terrell Brandon | Base     | Estados Unidos | Oregon           |
| 2     | 39     | Jimmy Oliver    | Escolta  | Estados Unidos | Purdue           |

## Temporada regular
| División Central      | División Central | División Central | División Central | División Central | División Central | División Central | División Central | División Central |
| Equipo                | G                | P                | %                | PD               | Casa             | Fuera            | Div              |                  |
| --------------------- | ---------------- | ---------------- | ---------------- | ---------------- | ---------------- | ---------------- | ---------------- | ---------------- |
| y-Chicago Bulls       | 67               | 15               | .817             | —                | 36–5             | 31–10            | 22–6             |                  |
| x-Cleveland Cavaliers | 57               | 25               | .695             | 10               | 35–6             | 22–19            | 21–7             |                  |
| x-Detroit Pistons     | 48               | 34               | .585             | 19               | 25–16            | 23–18            | 15–13            |                  |
| x-Indiana Pacers      | 40               | 42               | .488             | 27               | 26–15            | 14–27            | 13–15            |                  |
| Atlanta Hawks         | 38               | 44               | .463             | 29               | 23–18            | 15–26            | 7–21             |                  |
| Milwaukee Bucks       | 31               | 51               | .378             | 36               | 25–16            | 6–35             | 10–18            |                  |
| Charlotte Hornets     | 31               | 51               | .378             | 36               | 22–19            | 9–32             | 10–18            |                  |

## Playoffs

### Primera ronda
Cleveland Cavaliers  vs. New Jersey Nets
| Fecha       | Partido                                      | Ciudad          |
| ----------- | -------------------------------------------- | --------------- |
| 23 de abril | Cleveland Cavaliers 120, New Jersey Nets 113 | Cleveland       |
| 26 de abril | Cleveland Cavaliers 118, New Jersey Nets 96  | Cleveland       |
| 28 de abril | New Jersey Nets 109, Cleveland Cavaliers 104 | East Rutherford |
| 30 de abril | New Jersey Nets 89, Cleveland Cavaliers 98   | East Rutherford |
|             | Cleveland Cavaliers gana las series 3-1      |                 |

### Semifinales de Conferencia
Cleveland Cavaliers  vs. Boston Celtics
| Fecha      | Partido                                     | Ciudad    |
| ---------- | ------------------------------------------- | --------- |
| 2 de mayo  | Cleveland Cavaliers 101, Boston Celtics 76  | Cleveland |
| 4 de mayo  | Cleveland Cavaliers 98, Boston Celtics 104  | Cleveland |
| 8 de mayo  | Boston Celtics 110, Cleveland Cavaliers 107 | Boston    |
| 10 de mayo | Boston Celtics 112, Cleveland Cavaliers 114 | Boston    |
| 13 de mayo | Cleveland Cavaliers 114, Boston Celtics 98  | Cleveland |
| 15 de mayo | Boston Celtics 122, Cleveland Cavaliers 91  | Boston    |
| 17 de mayo | Cleveland Cavaliers 122, Boston Celtics 104 | Cleveland |
|            | Cleveland Cavaliers gana las series 4-3     |           |

### Finales de Conferencia
Chicago Bulls  vs. Cleveland Cavaliers
| Fecha      | Partido                                   | Ciudad    |
| ---------- | ----------------------------------------- | --------- |
| 19 de mayo | Chicago Bulls 103, Cleveland Cavaliers 89 | Chicago   |
| 21 de mayo | Chicago Bulls 81, Cleveland Cavaliers 107 | Chicago   |
| 23 de mayo | Cleveland Cavaliers 93, Chicago Bulls 105 | Cleveland |
| 25 de mayo | Cleveland Cavaliers 99, Chicago Bulls 85  | Cleveland |
| 27 de mayo | Chicago Bulls 112, Cleveland Cavaliers 89 | Chicago   |
| 29 de mayo | Cleveland Cavaliers 94, Chicago Bulls 99  | Cleveland |
|            | Chicago Bulls gana las series 4-2         |           |

## Estadísticas

### Temporada regular
| Rk | Jugador          | Edad | P  | PT | MP   | TC  | TCI  | %TC  | T3  | T3I | %T3  | TL  | TLI | %TL  | RO  | RD  | RT   | AS  | RB  | TAP | BP  | FP  | PTS  |
| -- | ---------------- | ---- | -- | -- | ---- | --- | ---- | ---- | --- | --- | ---- | --- | --- | ---- | --- | --- | ---- | --- | --- | --- | --- | --- | ---- |
| 1  | Brad Daugherty   | 26   | 73 | 73 | 36.2 | 7.9 | 13.8 | .570 | 0.0 | 0.0 | .000 | 5.7 | 7.3 | .777 | 2.6 | 7.8 | 10.4 | 3.6 | 0.9 | 1.1 | 2.5 | 2.6 | 21.5 |
| 2  | Larry Nance      | 32   | 81 | 81 | 35.6 | 6.9 | 12.7 | .539 | 0.0 | 0.1 | .000 | 3.2 | 4.0 | .822 | 2.6 | 5.6 | 8.3  | 2.9 | 1.0 | 3.0 | 1.1 | 2.5 | 17.0 |
| 3  | Craig Ehlo       | 30   | 63 | 62 | 32.0 | 4.9 | 10.9 | .453 | 1.1 | 2.7 | .413 | 1.4 | 2.0 | .707 | 1.5 | 3.4 | 4.9  | 3.8 | 1.2 | 0.3 | 1.7 | 2.4 | 12.3 |
| 4  | Hot Rod Williams | 29   | 80 | 12 | 30.4 | 4.3 | 8.5  | .503 | 0.0 | 0.1 | .000 | 3.4 | 4.5 | .752 | 2.9 | 4.7 | 7.6  | 2.5 | 0.8 | 2.3 | 1.0 | 2.4 | 11.9 |
| 5  | Mark Price       | 27   | 72 | 72 | 29.7 | 6.1 | 12.5 | .488 | 1.4 | 3.6 | .387 | 3.8 | 4.0 | .947 | 0.5 | 1.9 | 2.4  | 7.4 | 1.3 | 0.2 | 2.2 | 1.6 | 17.3 |
| 6  | Mike Sanders     | 31   | 21 | 20 | 26.3 | 3.9 | 6.6  | .583 | 0.0 | 0.1 | .333 | 1.5 | 2.0 | .756 | 1.3 | 2.9 | 4.2  | 2.0 | 1.0 | 0.4 | 0.8 | 3.6 | 9.2  |
| 7  | John Battle      | 29   | 76 | 2  | 21.5 | 4.2 | 8.7  | .480 | 0.0 | 0.2 | .118 | 1.9 | 2.3 | .848 | 0.3 | 1.2 | 1.5  | 2.1 | 0.5 | 0.1 | 1.2 | 1.5 | 10.3 |
| 8  | Terrell Brandon  | 21   | 82 | 9  | 19.6 | 3.1 | 7.3  | .419 | 0.0 | 0.3 | .043 | 1.2 | 1.5 | .806 | 0.6 | 1.4 | 2.0  | 3.9 | 1.0 | 0.3 | 1.7 | 1.3 | 7.4  |
| 9  | Steve Kerr       | 26   | 48 | 20 | 17.6 | 2.5 | 4.9  | .511 | 0.7 | 1.5 | .432 | 0.9 | 1.1 | .833 | 0.3 | 1.3 | 1.6  | 2.3 | 0.6 | 0.2 | 0.6 | 0.6 | 6.6  |
| 10 | Winston Bennett  | 26   | 52 | 45 | 16.0 | 1.5 | 4.0  | .378 | 0.0 | 0.0 | .000 | 0.7 | 1.0 | .700 | 1.2 | 1.9 | 3.1  | 0.7 | 0.4 | 0.2 | 0.6 | 2.3 | 3.7  |
| 11 | Danny Ferry      | 25   | 68 | 1  | 13.8 | 2.0 | 4.8  | .409 | 0.3 | 0.7 | .354 | 0.9 | 1.1 | .836 | 0.8 | 2.4 | 3.1  | 1.1 | 0.3 | 0.2 | 0.7 | 2.0 | 5.1  |
| 12 | John Morton      | 24   | 4  | 0  | 13.5 | 0.8 | 3.0  | .250 | 0.0 | 0.3 | .000 | 2.0 | 2.3 | .889 | 0.8 | 1.0 | 1.8  | 1.3 | 0.3 | 0.0 | 1.0 | 0.8 | 3.5  |
| 13 | Henry James      | 26   | 65 | 5  | 13.3 | 2.5 | 6.2  | .407 | 0.4 | 1.4 | .322 | 0.9 | 1.2 | .803 | 0.5 | 1.2 | 1.7  | 0.4 | 0.2 | 0.2 | 0.7 | 1.4 | 6.4  |
| 14 | Jimmy Oliver     | 22   | 27 | 8  | 9.3  | 1.4 | 3.6  | .398 | 0.0 | 0.3 | .111 | 0.6 | 0.8 | .773 | 0.3 | 0.7 | 1.0  | 0.7 | 0.3 | 0.1 | 0.3 | 0.8 | 3.6  |
| 15 | Chucky Brown     | 23   | 6  | 0  | 8.3  | 0.8 | 1.7  | .500 | 0.0 | 0.0 |      | 0.8 | 1.3 | .625 | 0.3 | 0.7 | 1.0  | 0.5 | 0.5 | 0.0 | 0.3 | 1.2 | 2.5  |
| 16 | Bobby Phills     | 22   | 10 | 0  | 6.5  | 1.2 | 2.8  | .429 | 0.0 | 0.2 | .000 | 0.7 | 1.1 | .636 | 0.4 | 0.4 | 0.8  | 0.4 | 0.3 | 0.1 | 0.8 | 0.3 | 3.1  |

### Playoffs
| Rk | Jugador          | Edad | P  | PT | MP   | TC  | TCI  | %TC  | T3  | T3I | %T3  | TL  | TLI | %TL   | RO  | RD  | RT   | AS  | RB  | TAP | BP  | FP  | PTS  |
| -- | ---------------- | ---- | -- | -- | ---- | --- | ---- | ---- | --- | --- | ---- | --- | --- | ----- | --- | --- | ---- | --- | --- | --- | --- | --- | ---- |
| 1  | Brad Daugherty   | 26   | 17 | 17 | 40.4 | 7.3 | 13.8 | .528 | 0.0 | 0.1 | .000 | 6.9 | 8.5 | .814  | 2.2 | 8.1 | 10.2 | 3.4 | 0.6 | 1.0 | 2.2 | 2.8 | 21.5 |
| 2  | Larry Nance      | 32   | 17 | 17 | 40.1 | 7.3 | 14.8 | .494 | 0.0 | 0.1 | .000 | 3.4 | 4.1 | .829  | 2.6 | 6.6 | 9.2  | 2.5 | 0.8 | 2.7 | 1.5 | 3.3 | 18.0 |
| 3  | Mark Price       | 27   | 17 | 17 | 35.5 | 6.9 | 14.0 | .496 | 1.5 | 4.1 | .362 | 3.9 | 4.3 | .904  | 0.6 | 1.9 | 2.5  | 7.5 | 1.4 | 0.2 | 3.3 | 2.0 | 19.2 |
| 4  | Hot Rod Williams | 29   | 17 | 0  | 33.4 | 4.9 | 9.1  | .545 | 0.0 | 0.0 |      | 5.1 | 6.4 | .798  | 2.9 | 4.7 | 7.6  | 2.5 | 1.4 | 1.0 | 1.8 | 3.4 | 15.0 |
| 5  | Craig Ehlo       | 30   | 17 | 14 | 32.5 | 3.7 | 8.9  | .414 | 1.2 | 3.0 | .412 | 0.9 | 1.2 | .762  | 1.3 | 3.2 | 4.5  | 4.5 | 1.2 | 0.3 | 1.1 | 2.4 | 9.6  |
| 6  | Mike Sanders     | 31   | 17 | 17 | 24.6 | 3.3 | 6.8  | .487 | 0.1 | 0.2 | .333 | 1.0 | 1.2 | .810  | 1.2 | 2.1 | 3.2  | 2.2 | 0.9 | 0.7 | 1.4 | 3.6 | 7.6  |
| 7  | John Battle      | 29   | 15 | 0  | 13.5 | 2.3 | 5.5  | .415 | 0.0 | 0.1 | .000 | 1.4 | 1.5 | .913  | 0.3 | 0.5 | 0.8  | 1.0 | 0.3 | 0.1 | 1.2 | 0.7 | 5.9  |
| 8  | Terrell Brandon  | 21   | 12 | 0  | 13.1 | 1.8 | 4.6  | .400 | 0.0 | 0.3 | .000 | 0.3 | 0.3 | .750  | 0.3 | 1.5 | 1.8  | 2.5 | 0.3 | 0.1 | 0.9 | 1.4 | 3.9  |
| 9  | Steve Kerr       | 26   | 12 | 3  | 12.4 | 1.5 | 3.4  | .439 | 0.3 | 0.9 | .273 | 0.4 | 0.4 | 1.000 | 0.1 | 0.4 | 0.5  | 0.8 | 0.4 | 0.0 | 0.3 | 1.0 | 3.7  |
| 10 | Danny Ferry      | 25   | 9  | 0  | 6.1  | 0.8 | 1.7  | .467 | 0.1 | 0.3 | .333 | 0.4 | 0.4 | 1.000 | 0.8 | 1.0 | 1.8  | 0.1 | 0.1 | 0.1 | 0.2 | 0.8 | 2.1  |
| 11 | Henry James      | 26   | 8  | 0  | 2.8  | 0.1 | 1.3  | .100 | 0.0 | 0.4 | .000 | 0.3 | 0.5 | .500  | 0.1 | 0.1 | 0.3  | 0.3 | 0.1 | 0.0 | 0.1 | 0.3 | 0.5  |
| 12 | Bobby Phills     | 22   | 5  | 0  | 2.4  | 0.8 | 1.8  | .444 | 0.0 | 0.2 | .000 | 0.6 | 0.8 | .750  | 0.4 | 0.8 | 1.2  | 1.0 | 0.2 | 0.0 | 0.4 | 0.2 | 2.2  |

## Galardones y récords
| Jugador/directivo | Galardón                                |
| Wayne Embry       | Ejecutivo del Año de la NBA             |
| Brad Daugherty    | 3.er Mejor quinteto de la NBA All-Star  |
| Mark Price        | 3.er Mejor quinteto de la NBA All-Star  |
| Larry Nance       | 2.º Mejor quinteto defensivo de la NBA  |
| Terrell Brandon   | 2.º Mejor quinteto de rookies de la NBA |